# 23 de maio
23 de maio é o 143.º dia do ano no calendário gregoriano (144.º em anos bissextos). Faltam 222 dias para acabar o ano.

## Eventos históricos

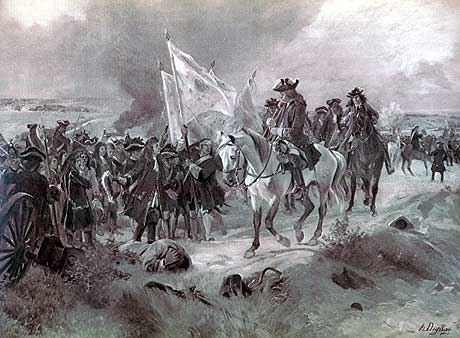
1706: Batalha de Ramillies

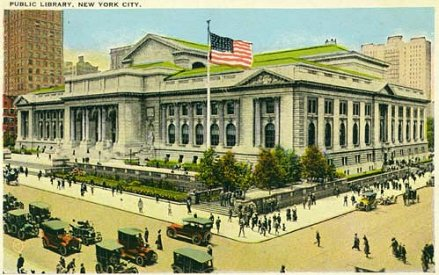
1911: Inauguração da Biblioteca Pública de Nova Iorque

- 1179 — O Papa Alexandre III emite a bula Manifestis Probatum em que reconhece Portugal como Reino independente.
- 1430 — Joana d'Arc é capturada pelos borgonheses e entregue aos ingleses.
- 1498 — Girolamo Savonarola é queimado na fogueira em Florença, na atual Itália.
- 1536 — É instituída a Inquisição em Portugal pelo Papa Paulo III, através da bula Cum ad nil magis.
- 1568 — Sob a liderança de Luís de Nassau, a Holanda declara a sua independência da Espanha.
- 1618 — A Segunda defenestração de Praga precipita a Guerra dos Trinta Anos.
- 1706 — Guerra da Sucessão Espanhola: John Churchill, 1.º Duque de Marlborough, derrota um exército francês sob o comando do marechal François de Neufville, duque de Villeroy na Batalha de Ramillies.
- 1789 — Prisão de Tomás Antônio Gonzaga pela participação na Inconfidência Mineira.
- 1844 — Báb um comerciante de Shiráz anuncia que é um Profeta e funda um movimento religioso Fé bahá'í.
- 1846 — Guerra Mexicano-Americana: o presidente Mariano Paredes, do México, declara oficialmente guerra aos Estados Unidos.
- 1863 — Associação Geral dos Trabalhadores Alemães, precursora do moderno Partido Social-Democrata da Alemanha (SPD), é fundada em Leipzig, no Reino da Saxônia.
- 1907 — O unicameral Parlamento da Finlândia se reúne para a sua primeira sessão plenária.
- 1911 — Inauguração da Biblioteca Pública de Nova Iorque.
- 1915 — Primeira Guerra Mundial: a Itália se junta aos Aliados, cumprindo sua parte do Tratado de Londres.
- 1928 — O presidente do Brasil, Washington Luís, é baleado no hotel Copacabana Palace por sua amante.
- 1930 — O dirigível Graf Zeppelin faz sua primeira viagem ao Brasil.
- 1932 — No Brasil, quatro estudantes são baleados e mortos durante uma manifestação contra o presidente Getúlio Vargas, que resultou na eclosão da Revolução Constitucionalista várias semanas depois.
- 1934 — A dupla de criminosos Bonnie e Clyde são mortos em uma emboscada policial no estado norte-americano da Louisiana.
- 1945
  - Segunda Guerra Mundial: o Governo Flensburg sob o comando do Presidente da Alemanha Karl Dönitz é dissolvido quando seus membros são capturados e presos pelas forças britânicas.
  - Segunda Guerra Mundial: Heinrich Himmler, chefe da Schutzstaffel, comete suicídio enquanto estava sob custódia dos Aliados.
- 1949 — Estabelecimento da República Federal da Alemanha e proclamada a Lei Fundamental da República Federal da Alemanha.
- 1951 — Tibetanos assinam o Acordo de Dezessete Pontos para a Libertação Pacífica do Tibete com a China.
- 1960 — Um tsunâmi causado por um sismo no Chile no dia anterior mata 61 pessoas em Hilo, Havaí, Estados Unidos.
- 1971 — Setenta e oito pessoas morrem quando o voo Aviogenex 130 cai ao se aproximar do Aeroporto de Rijeka, na atual Rijeka, Croácia (então República Federal Socialista da Iugoslávia).[1]
- 1978 — Um Tupolev Tu-144 cai perto da cidade russa de Yegoryevsk, matando dois.[2]
- 1991 — O voo 8556 da Aeroflot cai no aeroporto de Pulkovo, matando 13 pessoas.[3]
- 1992 — O mais proeminente juiz antimáfia da Itália, Giovanni Falcone, sua esposa e três guarda-costas são mortos pelo clã Corleonesi com uma bomba de meia tonelada perto de Capaci, na Sicília. Seu amigo e colega Paolo Borsellino será assassinado menos de dois meses depois, tornando 1992 um ponto de virada na história dos processos da máfia italiana.
- 1995 — Liberada a primeira versão da linguagem de programação Java.
- 1998 — Acordo da Sexta-feira Santa é aceito em um referendo na Irlanda do Norte, com cerca de 75% dos votos a favor.
- 2002 — A cláusula "55 partes" do Protocolo de Quioto é alcançada após a sua ratificação pela Islândia.
- 2006 — Entra em erupção o Monte Cleveland, um estratovulcão do Alasca.
- 2014 — Sete pessoas, incluindo o atirador, são mortas e outras 14 ficam feridas em uma matança perto do campus da Universidade da Califórnia em Santa Bárbara, Estados Unidos.
- 2008 — A Corte Internacional de Justiça concede Middle Rocks à Malásia e Pedra Branca a Cingapura, encerrando uma disputa territorial de 29 anos entre os dois países.
- 2017 — Presidente filipino Rodrigo Duterte declara lei marcial em Mindanau, após a Batalha de Marawi.
- 2021
  - Um teleférico cai de uma montanha perto do Lago Maggiore, no norte da Itália, matando 14 pessoas.
  - O voo 4978 da Ryanair é forçado a pousar pelas autoridades bielorrussas para deter o jornalista dissidente Roman Protasevich.

## Nascimentos

### Anteriores ao século XIX

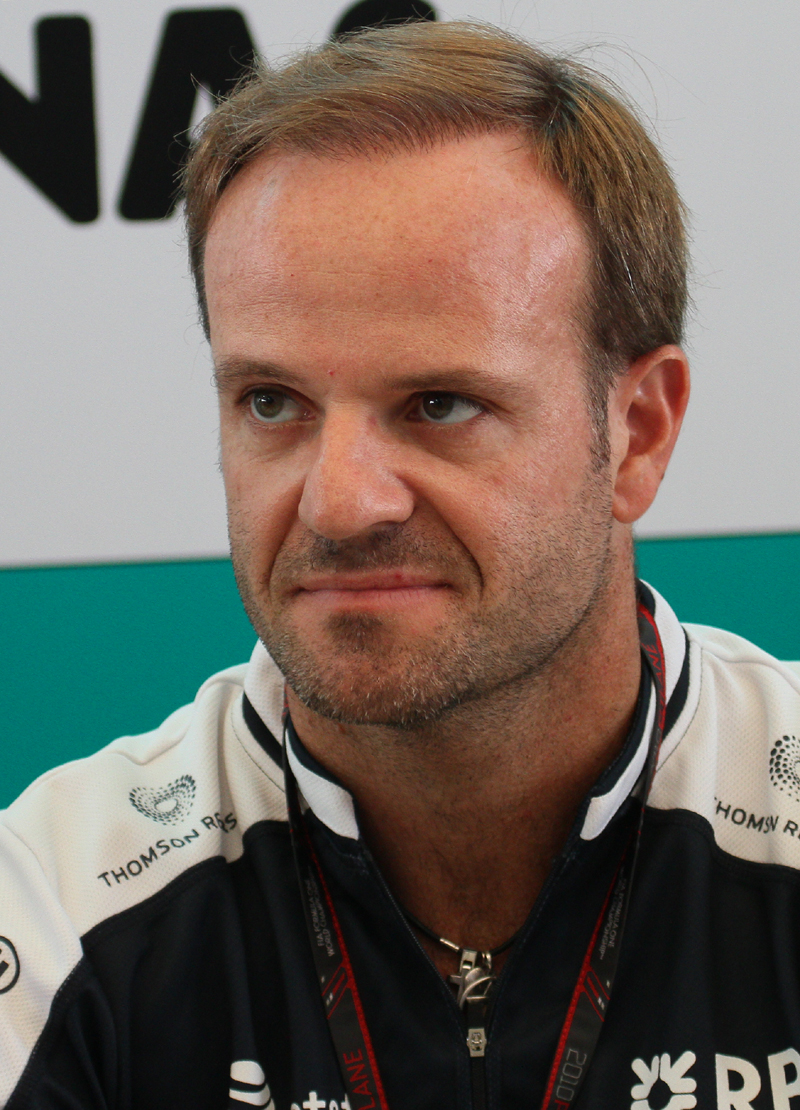
Rubens Barrichello

- Epitácio PessoaRubens Barrichello1052 — Filipe I de França (m. 1108).

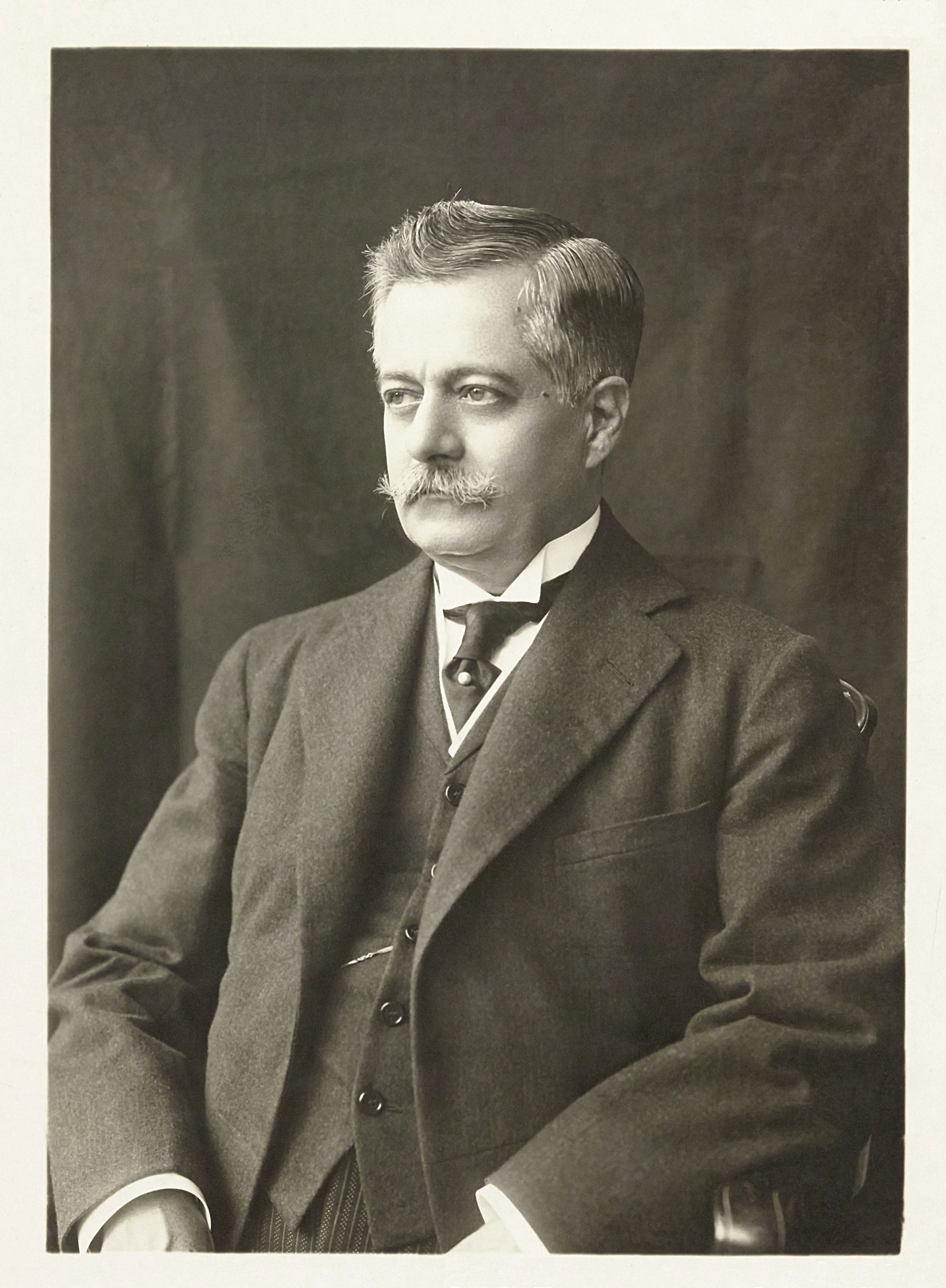
Epitácio Pessoa

- 1629 — Guilherme VI, Conde de Hesse-Cassel (m. 1663).
- 1688 — Cristina de Hesse-Rheinfels, princesa de Löwenstein-WerthWeim-Rochefort (m. 1728).
- 1705 — Carim Cã, fundador do Império Zande (m. 1779).
- 1707 — Carolus Linnaeus, botânico sueco (m. 1778).
- 1725 — Robert Bakewell, cientista agrário britânico (m. 1795).
- 1730 — Augusto Fernando da Prússia, príncipe e general prussiano (m. 1813).
- 1734 — Franz Anton Mesmer, médico alemão (m. 1815).
- 1755 — Jane Stanhope, Condessa de Harrington (m. 1824).
- 1741 — Andrea Luchesi, compositor italiano (m. 1801).
- 1762 — Joaquim Pedro Gomes de Oliveira, político português (m. 1833).
- 1790 — Jules Dumont d'Urville, oficial naval e explorador francês (m. 1842).
- 1794 — Ignaz Moscheles, compositor e pianista tcheco (m. 1870).
- 1795 — Charles Barry, arquiteto britânico (m. 1870).
- 1800 — Rómulo Díaz de la Vega, político mexicano (m. 1877).

### Século XIX
- 1810 — Margaret Fuller, jornalista e feminista estadunidense (m. 1850).
- 1834 — Carl Heinrich Bloch, pintor dinamarquês (m. 1890).
- 1841 — Teriimaevarua II (m. 1873).
- 1844 — Abdu'l-Bahá, líder religioso persa (m. 1921).
- 1846 — Ernest Monis, político francês (m. 1929).
- 1848 — Otto Lilienthal, aviador alemão (m. 1896).
- 1864 — Arthur Smith Woodward, paleontólogo britânico (m. 1944).
- 1865 — Epitácio Pessoa, jurista e político brasileiro, 11.° presidente do Brasil (m. 1942).
- 1871 — Saint-George Ashe, remador britânico (m. 1922).
- 1875 — Alfred P. Sloan, empresário estadunidense (m. 1966).
- 1877 — Thomas Orde-Lees, explorador e engenheiro britânico (m. 1958).
- 1881 — Sacadura Cabral, aviador português (m. 1924).
- 1883 — Douglas Fairbanks, ator estadunidense (m. 1939).
- 1884 — Corrado Gini, economista italiano (m. 1965).
- 1887 — Thoralf Skolem, matemático norueguês (m. 1963).
- 1889 — Virginia True Boardman, atriz estadunidense (m. 1971).
- 1890 — Herbert Marshall, ator britânico (m. 1966).
- 1891 — Pär Lagerkvist, escritor sueco (m. 1974).
- 1892 — Alfred Steux, ciclista belga (m. 1934).
- 1895
  - Cristiano Cordeiro, jornalista e político brasileiro (m. 1987).
  - Chrissie White, atriz britânica (m. 1989).
- 1897 — Alberto Hidalgo, poeta e escritor peruano (m. 1967).
- 1898 — Josef Terboven, político alemão (m. 1945).
- 1899 — Jeralean Talley, supercentenária estadunidense (m. 2015).

### Século XX

#### 1901–1950
- 1903 — Ernst Klodwig, automobilista alemão (m. 1973).
- 1904 — Wang Ming, político chinês (m. 1974).
- 1906 — Helen Foster, atriz estadunidense (m. 1982).
- 1907 — Boris Kordemsky, matemático e educador russo (m. 1999).
- 1908
  - Sílvio Caldas, cantor e compositor brasileiro (m. 1998).
  - Tomiko Itooka, supercentenária japonesa (m. 2024).
  - Annemarie Schwarzenbach, escritora, jornalista e fotógrafa suíça (m. 1942).
  - Corneliu Robe, futebolista romeno (m. 1969).
- 1910
  - Franz Kline, pintor estadunidense (m. 1962).
  - Artie Shaw, músico estadunidense (m. 2004).
- 1911 — Betty Nuthall, tenista britânica (m. 1983).
- 1912 — Marius Goring, ator britânico (m. 1998).
- 1914 — Daaf Drok, futebolista neerlandês (m. 2002).
- 1917 — Edward Lorenz, meteorologista, filósofo e matemático estadunidense (m. 2008).
- 1919 — Betty Garrett, atriz, dançarina e cantora estadunidense (m. 2011).
- 1921 — James Blish, escritor estadunidense (m. 1975).
- 1923
  - Eduardo Lourenço, ensaísta e filósofo português (m. 2020).
  - Palden Thondup Namgyal, monarca indiano (m. 1982).
  - Ermengarda da Baviera (m. 2010).
  - Ranajit Guha, historiador indiano (m. 2023).
- 1924
  - Hilton Gomes, jornalista e locutor brasileiro (m. 2000).
  - Karlheinz Deschner, escritor e historiador alemão (m. 2014).
- 1925 — Joshua Lederberg, biólogo e geneticista estadunidense (m. 2008).
- 1927 — Carlos de Assumpção, poeta e escritor brasileiro.
- 1928
  - Nigel Davenport, ator britânico (m. 2013).
  - Rosemary Clooney, atriz e cantora norte-americana (m. 2002).
- 1930
  - Jordi Solé Tura, político e jurista espanhol (m. 2009).
  - Richard Anuszkiewicz, pintor estadunidense (m. 2020).
- 1931
  - José Telles da Conceição, atleta brasileiro (m. 1974).
  - Crispin Sorhaindo, político dominiquense (m. 2010).
- 1932 — Dino Sani, ex-futebolista e ex-treinador de futebol brasileiro.
- 1933
  - Othon Bastos, ator brasileiro.
  - Joan Collins, atriz e escritora britânica.
  - Sergio Gonella, árbitro de futebol italiano (m. 2018).
- 1934 — Robert Moog, inventor, músico e engenheiro estadunidense (m. 2005).
- 1938 — Edem Kodjo, político, escritor, diplomata e jornalista togolês (m. 2020).
- 1939 — Michel Colombier, compositor, arranjador e maestro francês (m. 2004).
- 1940 — Gérard Larrousse, ex-automobilista e dirigente esportivo francês.
- 1941 — Per Lyngemark, ciclista dinamarquês (m. 2010).
- 1942
  - José Omar Pastoriza, futebolista e treinador de futebol argentino (m. 2004).
  - Helena Ignez, atriz, diretora e roteirista brasileira.
- 1944
  - Lena Nyman, atriz sueca (m. 2011).
  - John Newcombe, ex-tenista australiano.
- 1945 — José Agripino Maia, político brasileiro.
- 1946 — Antipapa Gregório XVII (m. 2007).
- 1947
  - Carlos Mendes, cantor, compositor, ator e arquiteto português.
  - Ann Hui, diretora, produtora, roteirista e atriz chinesa.
- 1949
  - Alan García, político peruano (m. 2019).
  - Eduard Kozynkevych, futebolista e treinador de futebol ucraniano (m. 1994).
- 1950
  - Linda Thompson, atriz e compositora norte-americana.
  - Martin McGuinness, político irlandês (m. 2017).

#### 1951–2000
- 1951
  - Anatoly Karpov, jogador de xadrez russo.
  - Philippe Van Parijs, filósofo e economista belga.
  - Antónis Samarás, político e economista grego.
- 1952
  - Anne-Marie David, cantora francesa.
  - Martin Parr, fotojornalista britânico.
- 1953
  - Enzo Trossero, ex-futebolista e treinador de futebol argentino.
  - Agathe Uwilingiyimana, política ruandesa (m. 1994).
- 1954 — Gerry Armstrong, ex-futebolista britânico.
- 1955 — Fathi Kamel, ex-futebolista kuwaitiano.
- 1956
  - Andoni Goikoetxea, ex-futebolista e treinador de futebol espanhol.
  - Ursula Plassnik, política austríaca.
  - Tereza Cruvinel, jornalista brasileira.
  - Milton da Cunha Mendonça, futebolista brasileiro (m. 2019).
  - Pompeu José, ator português.
- 1957
  - Ernani Moraes, ator brasileiro.
  - Jimmy McShane, cantor britânico (m. 1995).
- 1958
  - William Kircher, ator neozelandês.
  - Thomas Reiter, astronauta alemão.
- 1959
  - Ryuta Kawashima, neurocientista japonês.
  - Oleg Logvin, ex-ciclista bielorrusso.
- 1960
  - Linden Ashby, ator estadunidense.
  - Mona Dorf, jornalista brasileira.
- 1961
  - Daniele Massaro, ex-futebolista italiano.
  - Fodil Megharia, ex-futebolista argelino.
- 1962 — José Avelino Bettencourt, arcebispo português.
- 1963
  - Wilson Gottardo, ex-futebolista e treinador de futebol brasileiro.
  - Mike Deodato Jr., desenhista brasileiro.
  - Rahim Hameed, ex-futebolista iraquiano.
- 1964
  - Eduardo Oinegue, jornalista brasileiro.
  - Wilson Mano, ex-futebolista brasileiro.
- 1965
  - Manuel Sanchís, ex-futebolista espanhol.
  - Melissa McBride, atriz estadunidense.
  - Kappei Yamaguchi, dublador japonês.
- 1966
  - H. Jon Benjamin, ator e dublador estadunidense.
  - Eliane Brum, jornalista, escritora e documentarista brasileira.
  - Ariel Palacios, jornalista brasileiro.
  - Elias Maluco, criminoso brasileiro (m. 2020).
- 1967
  - Zaguinho, ex-futebolista brasileiro-mexicano.
  - Guinevere Turner, atriz e roteirista estadunidense.
  - Masanaga Kageyama, ex-futebolista e treinador de futebol japonês.
- 1968
  - Débora Rodrigues, automobilista e empresária brasileira.
  - Hernán Medford, ex-futebolista e treinador de futebol costarriquenho.
- 1969 — Laurent Aïello, ex-automobilista francês.
- 1970
  - Bryan Herta, ex-automobilista estadunidense.
  - Yigal Amir, criminoso israelense.
- 1971
  - Laurel Holloman, atriz estadunidense.
  - George Osborne, político britânico.
- 1972
  - Capone, ex-futebolista brasileiro.
  - Alexandre-Ferdinand Nguendet, político centro-africano.
  - Rubens Barrichello, automobilista brasileiro.
- 1974
  - Mónica Naranjo, cantora espanhola.
  - Jewel, cantora estadunidense.
  - Manuela Schwesig, política alemã.
- 1975 — Super Dragon, lutador profissional norte-americano.
- 1976
  - Ricardinho, ex-futebolista, treinador de futebol e comentarista esportivo brasileiro.
  - Sinha, ex-futebolista brasileiro-mexicano.
- 1977
  - Ilia Kulik, patinador artístico russo.
  - Yevgeny Rodionov, militar russo (m. 1996).
- 1978 — Scott Raynor, músico e policial norte-americano.

2D (vocalista) vocalista da banda Gorillaz
- 1980
  - Cléber Monteiro, ex-futebolista brasileiro.
  - Richmond Forson, ex-futebolista togolês.
  - D.J. Cotrona, ator estadunidense.
- 1981 — Sergio Mendoza, ex-futebolista hondurenho.
- 1982
  - Tristan Prettyman, cantora estadunidense.
  - Sanchai Ratiwatana, tenista tailandês.
  - Úrsula Corona, atriz, apresentadora e cantora brasileira.
  - Sonchat Ratiwatana, tenista tailandês.
  - Adil Shamasdin, tenista canadense.
- 1983
  - Rafael Moura, ex-futebolista brasileiro.
  - Franck Béria, ex-futebolista francês.
  - Silvio Proto, ex-futebolista belga.
  - Alex Shelley, wrestler estadunidense.
- 1984
  - Hugo Almeida, ex-futebolista português.
  - André Brasil, nadador brasileiro.
  - Henrique Dias, ex-futebolista brasileiro.
- 1985
  - Teymuraz Gabashvili, tenista russo.
  - Sekou Cissé, ex-futebolista marfinense.
  - Sebastián Fernández, futebolista uruguaio.
- 1986
  - Simone Missiroli, ex-futebolista italiano.
  - Karla Paula Henry, modelo filipina.
  - Ruben Zadkovich, ex-futebolista australiano.
- 1987
  - Richard Schmidt, remador alemão.
  - Guilherme Dellorto, ator brasileiro.
- 1988
  - Lorenzo De Silvestri, futebolista italiano.
  - Angelo Ogbonna, futebolista italiano.
- 1989
  - Ezequiel Schelotto, futebolista argentino.
  - Henrique Reis, cantor brasileiro.
- 1990
  - Kristína Kučová, tenista tcheca.
  - Ricardo dos Santos, surfista brasileiro (m. 2015).
  - Daniel Evans, tenista britânico.
- 1991
  - Lena Meyer-Landrut, cantora alemã.
  - César Pinares, futebolista chileno.
- 1993
  - Hugo Silveira, futebolista uruguaio.
  - Aremi Fuentes, halterofilista mexicana.
- 1994 — Randal Oto’o, futebolista gabonês.
- 1995
  - Younès Kaabouni, futebolista francês.
  - Gudrun Stock, ciclista alemã.
  - Joe Choong, pentatleta britânico.
- 1996
  - Emmanuel Boateng, futebolista ganês.
  - Su-Hyun Oh, golfista australiana.
  - Çağlar Söyüncü, futebolista turco.
- 1997
  - Joe Gomez, futebolista britânico.
  - Pedro Chirivella, futebolista espanhol.
- 1998
  - Sérgio Sette Câmara, automobilista brasileiro.
  - Luca de la Torre, futebolista norte-americano.
- 2000 — Felipe Drugovich, automobilista brasileiro.

### Século XXI
- 2001
  - Matt Lintz, ator estadunidense.
  - Brennan Johnson, futebolista britânico.
- 2003 — Anna Sandberg, futebolista sueca.
- 2004 — Matheus Ueta, ator brasileiro.

## Mortes

### Anteriores ao século XIX
- 0962 — Guiberto de Gembloux, monge e santo belga (n. 892).
- 1125 — Henrique V do Sacro Império Romano-Germânico (n. 1081).
- 1144 — Petronila de Lorena, condessa da Holanda (n. 1082/86).
- 1304 — Jehannot de Lescurel, poeta e compositor francês (n. ?).
- 1338 — Alice de Warenne, Condessa de Arundel (n. 1287).
- 1370 — Toghon Temür, imperador da Dinastia Yuan (n. 1320).
- 1423 — Antipapa Bento XIII (n. 1328).
- 1498 — Girolamo Savonarola, frade italiano (n. 1452).
- 1523 — Ashikaga Yoshitane, xogum japonês (n. 1466).
- 1670 — Fernando II de Médici, Grão-Duque da Toscana (n. 1610).
- 1701 — William Kidd, corsário escocês (n. 1645).

### Século XIX
- 1836 — Edward Livingston, jurista e político norte-americano (n. 1764).
- 1857 — Augustin Louis Cauchy, matemático francês (n. 1789).
- 1867 — Archibald Alison, advogado e historiador britânico (n. 1792).
- 1886 — Leopold von Ranke, historiador alemão (n. 1795).

### Século XX
- 1906 — Henrik Ibsen, dramaturgo e poeta norueguês (n. 1828).
- 1931 — Roque Callage, escritor brasileiro (n. 1888).
- 1934 — Bonnie e Clyde, criminosos estadunidenses (n. 1910 e 1909).
- 1937 — John Davison Rockefeller, empresário e filantropo estadunidense (n. 1839).
- 1945 — Heinrich Himmler, oficial alemão (n. 1900).
- 1956 — Gustav Suits, poeta estoniano (n. 1883).
- 1963 — August Jakobson, escritor estoniano (n. 1904).
- 1966 — Manuel da Conceição Afonso, dirigente esportivo português (n. 1890).
- 1979 — Hub van Doorne, empresário e inventor neerlandês (n. 1900).
- 1984 — Milton Corrêa Pereira, bispo brasileiro (n. 1919).
- 1986 — Sterling Hayden, ator estadunidense (n. 1916).
- 1988 — Kito Aya, estudante japonesa (n. 1962).
- 1992 — Atahualpa Yupanqui, cantor argentino (n. 1908).
- 1994
  - Manezinho Araújo, cantor, compositor, jornalista e pintor brasileiro (n. 1913).
  - Joe Pass, músico estadunidense (n. 1929).
- 1996 — Yevgeny Rodionov, militar russo (n. 1977).
- 1999
  - Jerônimo Mazzarotto, bispo brasileiro (n. 1898).
  - Owen Hart, wrestler canadense (n. 1965).

### Século XXI
- 2005 — Arrelia, palhaço brasileiro (n. 1905).
- 2008
  - Jefferson Peres, político brasileiro (n. 1932).
  - Cornell Capa, fotógrafo estadunidense (n. 1918).
  - Roberto Freire, psiquiatra e escritor brasileiro (n. 1927).
  - Heinz Kwiatkowski, futebolista alemão (n. 1926).
- 2009 — Roh Moo-hyun, político sul-coreano (n. 1946).
- 2010 — Beto, cantor e compositor português (n. 1967).
- 2013 — Georges Moustaki, músico francês (n. 1934).
- 2014 — Joel Camargo, futebolista brasileiro (n. 1946).
- 2015 — John Forbes Nash, matemático estadunidense (n. 1928).
- 2017 — Roger Moore, ator britânico (n. 1927).
- 2025 — Sebastião Salgado, fotógrafo brasileiro (n. 1944).

## Feriados e eventos cíclicos
- Dia Mundial da Tartaruga

### Portugal
- Feriado Municipal de Celorico da Beira e Portalegre

### Brasil
- Espírito Santo - Dia da Colonização do solo espírito-santense.
- Dia da Juventude Constitucionalista

### Cristianismo
- Basílio de Braga
- Desidério de Vienne
- João Batista de Rossi
- Miguel de Sínada
- William de Perth
- Yevgeny Rodionov

## Outros calendários
- No calendário romano era o 10.º dia (X) antes das calendas de junho.
- No calendário litúrgico tem a letra dominical C para o dia da semana.
- No calendário gregoriano a epacta do dia é vi.